# Paul McGinn
Paul McGinn (Glasgow, 22 ottobre 1990) è un calciatore scozzese, difensore del Motherwell.

## Carriera

### Club
Ha giocato nella prima divisione scozzese.

### Nazionale
Nel 2021 ha esordito nella nazionale scozzese.

## Statistiche

### Presenze e reti nei club
| Stagione            | Squadra             | Campionato          | Campionato | Campionato | Coppe nazionali | Coppe nazionali | Coppe nazionali | Coppe continentali | Coppe continentali | Coppe continentali | Altre coppe | Altre coppe | Altre coppe | Totale | Totale | Totale |
| Stagione            | Squadra             | Comp                | Pres       | Reti       | Comp            | Pres            | Reti            | Comp               | Pres               | Reti               | Comp        | Pres        | Reti        | Pres   | Reti   |        |
| ------------------- | ------------------- | ------------------- | ---------- | ---------- | --------------- | --------------- | --------------- | ------------------ | ------------------ | ------------------ | ----------- | ----------- | ----------- | ------ | ------ | ------ |
| 2010-2011           | Queen's Park        | STD                 | 26+2       | 1+0        | CS              | 1               | 0               | -                  | -                  | -                  | -           | -           | -           | 29     | 1      |        |
| 2011-2012           | Queen's Park        | STD                 | 34+2       | 0          | CS+CdL          | 4+1             | 0               | -                  | -                  | -                  | SCC         | 1           | 0           | 42     | 0      |        |
| lug.-nov. 2012      | St. Mirren          | SPL                 | 0          | 0          | -               | -               | -               | -                  | -                  | -                  | -           | -           | -           | 0      | 0      |        |
| nov. 2012-gen. 2013 | Queen's Park        | STD                 | 8          | 1          | -               | -               | -               | -                  | -                  | -                  | -           | -           | -           | 8      | 1      |        |
| Totale Queen's Park | Totale Queen's Park | Totale Queen's Park | 72         | 2          |                 | 6               | 0               |                    | -                  | -                  |             | 1           | 0           | 79     | 2      |        |
| gen.-mag. 2013      | Dumbarton           | SFD                 | 14         | 2          | -               | -               | -               | -                  | -                  | -                  | -           | -           | -           | 14     | 2      |        |
| 2013-2014           | Dumbarton           | SC                  | 34         | 0          | CS+CdL          | 4+2             | 0               | -                  | -                  | -                  | SCC         | 1           | 0           | 41     | 0      |        |
| Totale Dumbarton    | Totale Dumbarton    | Totale Dumbarton    | 48         | 2          |                 | 6               | 0               |                    | -                  | -                  |             | 1           | 0           | 55     | 3      |        |
| 2014-2015           | Dundee              | SP                  | 34         | 1          | CS+CdL          | 2+3             | 0+1             | -                  | -                  | -                  | -           | -           | -           | 39     | 2      |        |
| 2015-2016           | Dundee              | SP                  | 34         | 0          | CS+CdL          | 4+1             | 1+0             | -                  | -                  | -                  | -           | -           | -           | 39     | 1      |        |
| Totale Dundee       | Totale Dundee       | Totale Dundee       | 68         | 1          |                 | 10              | 2               |                    | -                  | -                  |             | -           | -           | 78     | 3      |        |
| 2016-2017           | Chesterfield        | FL1                 | 18         | 1          | FACup+CdL       | 0+1             | 0+1             | -                  | -                  | -                  | -           | -           | -           | 19     | 2      |        |
| 2017-2018           | Partick Thistle     | SP                  | 26+2       | 0          | CS+CdL          | 2+1             | 0               | -                  | -                  | -                  | -           | -           | -           | 31     | 0      |        |
| 2018-2019           | St. Mirren          | SP                  | 35+2       | 3+0        | CS+CdL          | 2+5             | 0               | -                  | -                  | -                  | -           | -           | -           | 44     | 3      |        |
| 2019-gen. 2020      | St. Mirren          | SP                  | 22         | 0          | CS+CdL          | 0+4             | 0               | -                  | -                  | -                  | -           | -           | -           | 26     | 0      |        |
| Totale St. Mirren   | Totale St. Mirren   | Totale St. Mirren   | 59         | 3          |                 | 11              | 0               |                    | -                  | -                  |             | -           | -           | 70     | 3      |        |
| gen.-giu. 2020      | Hibernian           | SP                  | 7          | 0          | CS              | 3               | 0               | -                  | -                  | -                  | -           | -           | -           | 10     | 0      |        |
| 2020-2021           | Hibernian           | SP                  | 38         | 3          | CS+CdL          | 5+4             | 0               |                    | -                  | -                  | -           | -           | -           | 47     | 3      |        |
| 2021-2022           | Hibernian           | SP                  | 25         | 3          | CS+CdL          | 1+4             | 0               | UECL               | 4                  | 0                  | -           | -           | -           | 34     | 3      |        |
| Totale Hibernian    | Totale Hibernian    | Totale Hibernian    | 70         | 6          |                 | 17              | 0               |                    | 4                  | 0                  |             | -           | -           | 91     | 6      |        |
| Totale carriera     | Totale carriera     | Totale carriera     | 363        | 15         |                 | 54              | 3               |                    | 4                  | 0                  |             | 2           | 0           | 423    | 18     |        |

### Cronologia presenze e reti in nazionale
| Cronologia completa delle presenze e delle reti in nazionale ― Scozia | Cronologia completa delle presenze e delle reti in nazionale ― Scozia | Cronologia completa delle presenze e delle reti in nazionale ― Scozia | Cronologia completa delle presenze e delle reti in nazionale ― Scozia | Cronologia completa delle presenze e delle reti in nazionale ― Scozia | Cronologia completa delle presenze e delle reti in nazionale ― Scozia | Cronologia completa delle presenze e delle reti in nazionale ― Scozia | Cronologia completa delle presenze e delle reti in nazionale ― Scozia |
| Data                                                                  | Città                                                                 | In casa                                                               | Risultato                                                             | Ospiti                                                                | Competizione                                                          | Reti                                                                  | Note                                                                  |
| --------------------------------------------------------------------- | --------------------------------------------------------------------- | --------------------------------------------------------------------- | --------------------------------------------------------------------- | --------------------------------------------------------------------- | --------------------------------------------------------------------- | --------------------------------------------------------------------- | --------------------------------------------------------------------- |
| 7-9-2021                                                              | Vienna                                                                | Austria                                                               | 0 – 1                                                                 | Scozia                                                                | Qual. Mondiali 2022                                                   | -                                                                     | 77’                                                                   |
| Totale                                                                |                                                                       | Presenze                                                              | 1                                                                     |                                                                       | Reti                                                                  | 0                                                                     |                                                                       |